# Grand (salle de cinéma)
Pour les articles homonymes, voir Grand.

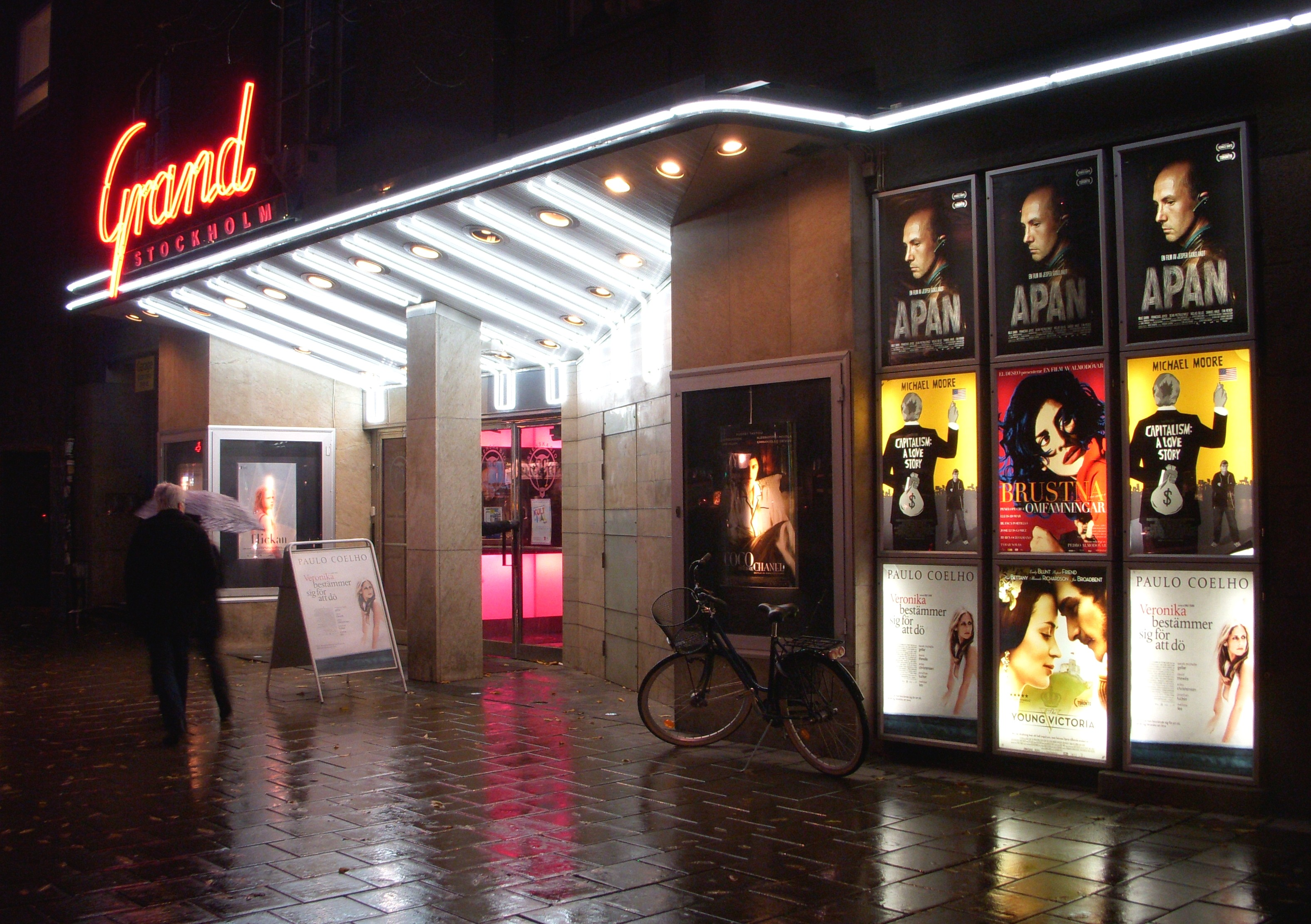
Devanture du Grand (2009).

Le Grand est une salle de cinéma située au numéro 45 de la voie publique Sveavägen, dans la ville de Stockholm, en Suède.

## Historique
Le lieu est à l'origine une paroisse de l'Église de Philadelphie, mouvement pentecôtiste de Suède, qu'Anders Sandrew acquiert pour en faire un lieu de projection de films. La tâche de transformer le lieu en une salle de cinéma est confiée à l'architecte suédois Björn Hedvall.
Le cinéma, inauguré le 8 septembre 1933, fait à l'origine partie de la chaîne suédoise Sandrew. Il est ensuite exploité par la chaîne Astoria Cinemas, lorsque Sandrew Metronome cesse son activité d'exploitation de salles de cinéma. Lors du dépôt de bilan d'Astoria Cinemas, la chaîne Svenska Bio reprend la gestion de la salle.
Le Grand est devenu célèbre dans l'affaire de l'assassinat du ministre d'État suédois Olof Palme, celui-ci s'y étant rendu et ayant vu Bröderna Mozart peu avant de se faire assassiner.

## Intérieur du cinéma

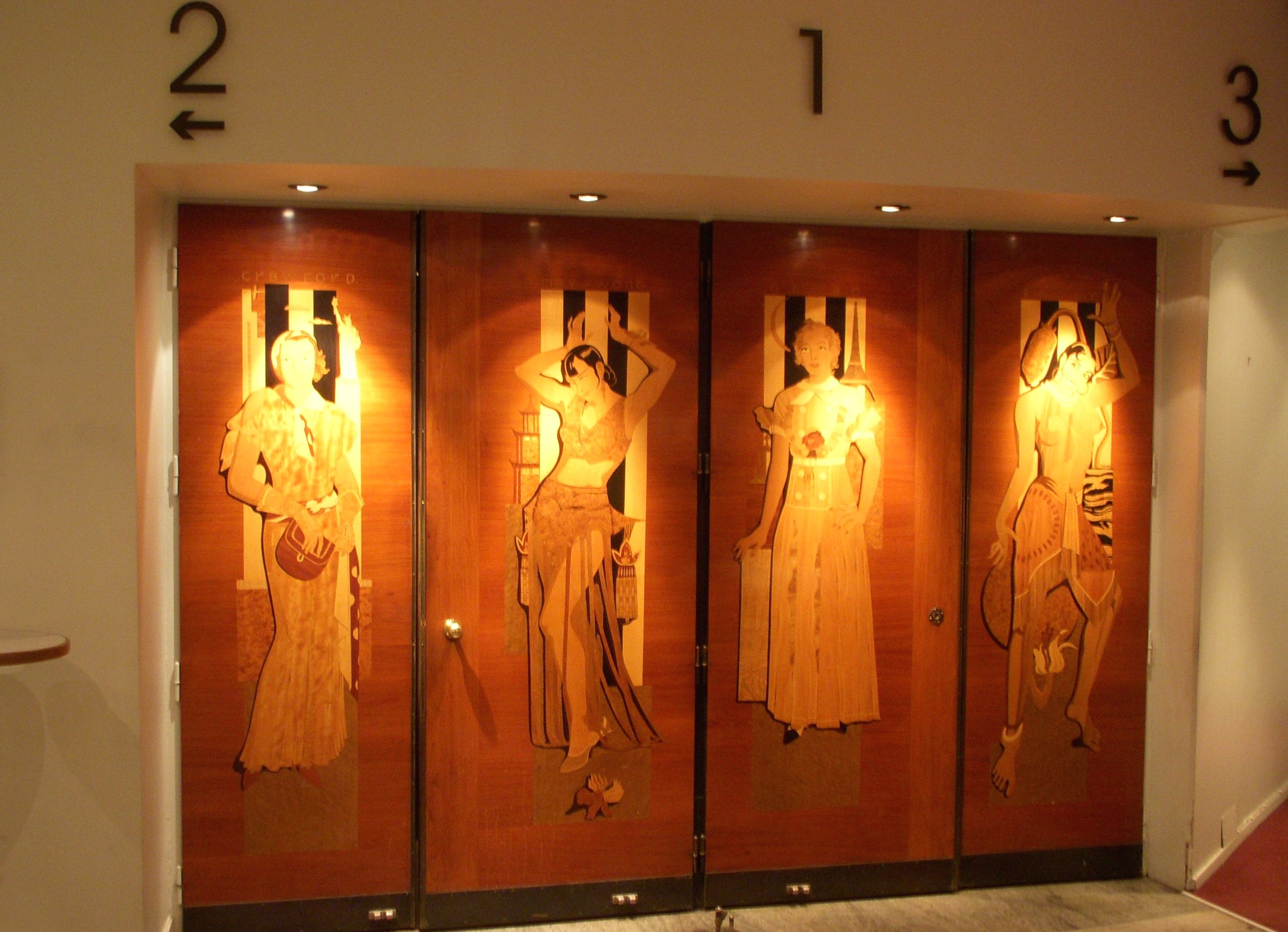
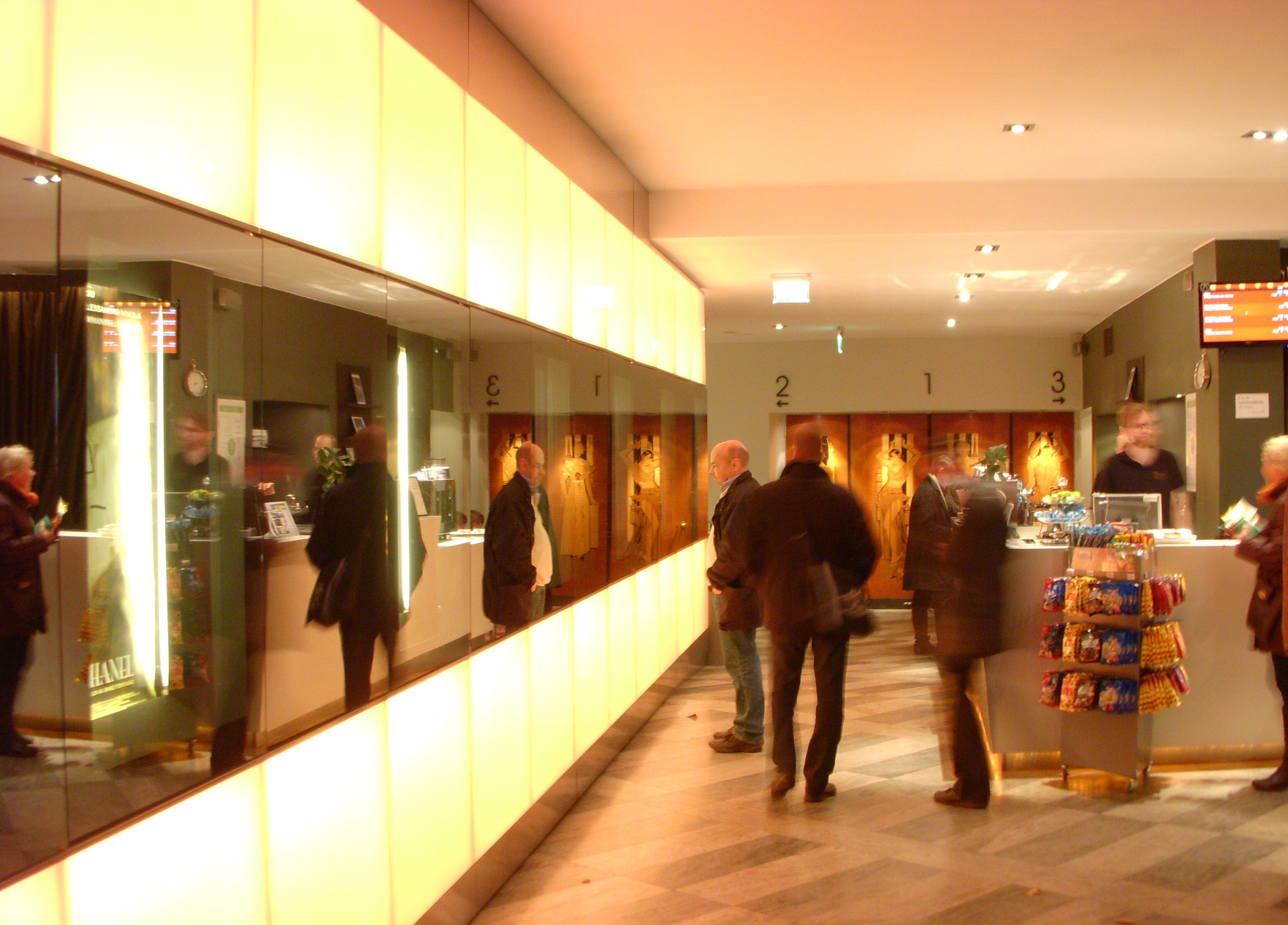

## Sources
- (sv) Cet article est partiellement ou en totalité issu de l’article de Wikipédia en suédois intitulé « Grand (biograf, Stockholm) » (voir la liste des auteurs).